# Parafia Matki Bożej Szkaplerznej w Bierzwniku
Parafia pod wezwaniem Matki Bożej Szkaplerznej w Bierzwniku – parafia rzymskokatolicka należąca do dekanatu Drawno, archidiecezji szczecińsko-kamieńskiej, metropolii szczecińsko-kamieńskiej. Prowadzą ją księża diecezjalni. Siedziba parafii mieści się w Bierzwniku.
Długoletnim proboszczem parafii w latach 1988–2021 był ks. prał. Zygmunt Zdzisław Kraszewski.

## Kościół parafialny
Kościół pw. Matki Bożej Szkaplerznej w Bierzwniku

## Kościoły filialne i kaplice
- Kościół pw. św. Apostołów Piotra i Pawła Górznie[1]
- Kościół pw. Matki Bożej Anielskiej w Kolsku[1]